# Quimper
Quimper là tỉnh lỵ của tỉnh Finistère, thuộc vùng hành chính Bretagne của nước Pháp, có dân số là 63.238 người (thời điểm 1999).

## Khí hậu
| Dữ liệu khí hậu của Quimper (1981–2010) | Dữ liệu khí hậu của Quimper (1981–2010) | Dữ liệu khí hậu của Quimper (1981–2010) | Dữ liệu khí hậu của Quimper (1981–2010) | Dữ liệu khí hậu của Quimper (1981–2010) | Dữ liệu khí hậu của Quimper (1981–2010) | Dữ liệu khí hậu của Quimper (1981–2010) | Dữ liệu khí hậu của Quimper (1981–2010) | Dữ liệu khí hậu của Quimper (1981–2010) | Dữ liệu khí hậu của Quimper (1981–2010) | Dữ liệu khí hậu của Quimper (1981–2010) | Dữ liệu khí hậu của Quimper (1981–2010) | Dữ liệu khí hậu của Quimper (1981–2010) | Dữ liệu khí hậu của Quimper (1981–2010) |
| Tháng                                   | 1                                       | 2                                       | 3                                       | 4                                       | 5                                       | 6                                       | 7                                       | 8                                       | 9                                       | 10                                      | 11                                      | 12                                      | Năm                                     |
| --------------------------------------- | --------------------------------------- | --------------------------------------- | --------------------------------------- | --------------------------------------- | --------------------------------------- | --------------------------------------- | --------------------------------------- | --------------------------------------- | --------------------------------------- | --------------------------------------- | --------------------------------------- | --------------------------------------- | --------------------------------------- |
| Cao kỉ lục °C (°F)                      | 16.9 (62.4)                             | 18.3 (64.9)                             | 23.3 (73.9)                             | 27.1 (80.8)                             | 30.3 (86.5)                             | 35.9 (96.6)                             | 34.9 (94.8)                             | 35.8 (96.4)                             | 30.7 (87.3)                             | 26.8 (80.2)                             | 19.7 (67.5)                             | 17.7 (63.9)                             | 35.9 (96.6)                             |
| Trung bình ngày tối đa °C (°F)          | 9.4 (48.9)                              | 9.7 (49.5)                              | 11.9 (53.4)                             | 13.9 (57.0)                             | 17.0 (62.6)                             | 19.8 (67.6)                             | 21.7 (71.1)                             | 21.9 (71.4)                             | 19.8 (67.6)                             | 16.0 (60.8)                             | 12.4 (54.3)                             | 10.0 (50.0)                             | 15.3 (59.5)                             |
| Tối thiểu trung bình ngày °C (°F)       | 4.2 (39.6)                              | 3.8 (38.8)                              | 5.2 (41.4)                              | 6.3 (43.3)                              | 9.2 (48.6)                              | 11.7 (53.1)                             | 13.6 (56.5)                             | 13.6 (56.5)                             | 11.8 (53.2)                             | 9.7 (49.5)                              | 6.6 (43.9)                              | 4.7 (40.5)                              | 8.4 (47.1)                              |
| Thấp kỉ lục °C (°F)                     | −10.1 (13.8)                            | −8.4 (16.9)                             | −7.0 (19.4)                             | −2.2 (28.0)                             | 0.3 (32.5)                              | 3.9 (39.0)                              | 6.6 (43.9)                              | 6.9 (44.4)                              | 4.2 (39.6)                              | −1.2 (29.8)                             | −4.6 (23.7)                             | −7.2 (19.0)                             | −10.1 (13.8)                            |
| Lượng Giáng thủy trung bình mm (inches) | 151.1 (5.95)                            | 120.4 (4.74)                            | 98.9 (3.89)                             | 90.2 (3.55)                             | 90.2 (3.55)                             | 59.3 (2.33)                             | 67.2 (2.65)                             | 64.6 (2.54)                             | 86.9 (3.42)                             | 130.1 (5.12)                            | 139.7 (5.50)                            | 151.6 (5.97)                            | 1.250,2 (49.22)                         |
| Số ngày giáng thủy trung bình           | 16.4                                    | 13.0                                    | 13.7                                    | 12.4                                    | 11.3                                    | 8.8                                     | 9.6                                     | 9.5                                     | 9.6                                     | 14.8                                    | 15.9                                    | 15.8                                    | 150.8                                   |
| Số giờ nắng trung bình tháng            | 65.9                                    | 85.7                                    | 126.5                                   | 170.7                                   | 194.2                                   | 215.9                                   | 194.3                                   | 194.0                                   | 177.3                                   | 111.5                                   | 77.9                                    | 70.1                                    | 1.683,8                                 |
| Nguồn: Météo France                     |                                         |                                         |                                         |                                         |                                         |                                         |                                         |                                         |                                         |                                         |                                         |                                         |                                         |

## Thành phố kết nghĩa
- Limerick, Ireland
- Remscheid, Đức
- Laurium, Hy Lạp
- Ourense, Tây Ban Nha
- Yên Đài, Trung Quốc
- Foggia, Ý

## Những người con của thành phố
- Jean Hardouin, nhà tu Dòng Tên, nhà ngữ văn và nhà thần học
- Charles Hernu, chính trị gia
- René Théophile Hyacinthe Laënnec, người phát minh ống nghe khám bệnh
- Max Jacob, nhà thơ, họa sĩ và nhà văn